# Andowiak złocisty
Andowiak złocisty (Thomasomys aureus) – gatunek ssaka z podrodziny bawełniaków (Sigmodontinae) w obrębie rodziny chomikowatych (Cricetidae).

## Zasięg występowania
Andowiak złocisty występuje w Andach, od zachodniej Wenezueli, przez środkową i południowo-zachodnią Kolumbię, Ekwador i Peru po środkowo-zachodnią Boliwię.

## Taksonomia
Gatunek po raz pierwszy zgodnie z zasadami nazewnictwa binominalnego opisał w 1860 roku brytyjski zoolog Robert Fisher Tomes nadając mu nazwę Hesperomys aureus. Nie wiadomo skąd pochodził holotyp. 
T. aureus może reprezentować kompleks gatunkowy. Autorzy Illustrated Checklist of the Mammals of the World uznają ten takson za gatunek monotypowy.

### Etymologia
- Thomasomys: Oldfield Thomas (1858–1929), brytyjski zoolog, teriolog; gr. μυς mus, μυος muos „mysz”[9].
- aureus: łac. aureus „złoty”, od aurum „złoto”[10].

## Morfologia
Długość ciała (bez ogona) 142–180 mm, długość ogona 172–250 mm, długość ucha 20–29 mm, długość tylnej stopy 33–40 mm; masa ciała 75–175 g. 

## Ekologia
Gatunek ten żyje w andyjskich lasach deszczowych na wysokości od 1500 do 4000 m n.p.m.. Andowiak złocisty prowadzi naziemny i nadrzewny tryb życia.

## Populacja
Nie jest liczny, w Ekwadorze rzadki. Populacja spada.

## Zagrożenia
Główne zagrożenia to wylesianie, fragmentacja siedliska i rolnictwo.